# Albert Poller
Georg Albert Poller (* 21. August 1870 in Johanngeorgenstadt; † August 1933 in Waldheim) war ein deutscher Jurist und Vorstand der „Vereinigten Gefangenenanstalten“ Waldheims.

## Leben und Wirken
Er war der jüngste Sohn des Betriebsschichtmeisters und Grubenvorstandsvorsitzenden Hermann Gustav Poller, der als Bevollmächtigter von Hermann Dietrich Lindheim zahlreiche Zinkblende-Gruben im oberen sächsischen Erzgebirge verwaltete. Nach dem Volksschulbesuch in seiner Vaterstand ging Poller auf das Königliche Gymnasium nach Wurzen sowie an die Fürstenschule Grimma und schlug dann eine Verwaltungslaufbahn ein. Er studierte Rechtswissenschaften an der Universität Leipzig und promovierte zum Dr. jur. Er war als Referendar und danach als Assessor an verschiedenen sächsischen Amtsgerichten (zum Beispiel 1895 in Johanngeorgenstadt und 1898 in Herrnhut) und Staatsanwaltschaften tätig, bevor er an das Polizeipräsidium in Chemnitz wechselte, wo er ab 1. Mai 1905 zum Staatsanwalt beim Landgericht Chemnitz ernannt wurde.
Nach Ausbruch des Ersten Weltkrieges erfolgte seine Einberufung. Er stieg bis zum Rang eines Hauptmanns in einem Rekrutendepot auf und wurde mehrfach ausgezeichnet. Im November 1918 er zum Direktor der Frauen- und Männervollzugsanstalt in Waldheim ernannt und führte in dieser Funktion gleichzeitig Aufsicht über die Gefängnisse der Amtsgerichte in Colditz, Döbeln, Leisnig, Lommatzsch, Mittweida, Mügeln, Nossen, Oschatz, Riesa, Rochlitz und Roßwein. In dieser Zeit nahm er dort einige Neuerungen vor, so durften Inhaftierte erstmals Tageszeitungen beziehen. 1921 kam es während seiner Dienstzeit zu einer großen Revolte im Zuchthaus Waldheim, bei der es mehrere Verletzte gab. Ab 1926 unterstützte Else Voigtländer Poller als Leiterin der Frauenanstalt in Waldheim.
Zuletzt besaß Poller den Dienstrang eines Oberregierungsrates. 1933 lehnte er die Unterbringung von Schutzhaftgefangenen der Nationalsozialisten in sächsischen Justizvollzugsanstalten und Gerichtsgefängnissen ab.
Der Bergingenieur Rudolf Poller (1865–1930) in Johanngeorgenstadt war sein älterer Bruder.